# 日本ビデオトピック
Japan Video Topics(ジャパン ビデオ トピックス）は，日本外務省の制作する番組。日本全体を世界に直接知らせることを目的とする。
日本語、英語、フランス語、スペイン語、ポルトガル語、中国語及びアラビア語版が放送される。年6回、毎4セットの独立した短編映像を約15分間放送する。
日本ビデオトピックは世界各地の日本駐外国大使館のメディアに無料で提供・使用され、インターネットで見ることができる。